# Лайош Куті
Лайош Куті (угор. Kuthy Lajos; 9 січня 1813, Ерміхайфольво (тепер Румунія) — 27 серпня 1864, Надьварад) — угорський поет, прозаїк і драматург, член-кореспондент Угорської академії наук, член угорського літературного товариства імені Кішфалуді.

## Біографія
Куті народився у селі Ерміхайфольво, був протестантським пастором (який здобув ступінь доктора богослов'я в Гейдельберзі).
За наполяганням батька-пастора, восени 1830 почав вивчати богослов'я. Навчався в Дебрецені. У той час він виділявся серед інших своїми віршами і оповіданнями. У 1833 на третьому році вивчення теології покинув коледж. Згодом зробив юридичну кар'єру. Восени 1834 в Братиславі він занурився в молодіжні рухи, а також знайшов прибуткову роботу в редакції газети Кошута Лайоша.
Серед відомих творів — трагедії «Ariadne» (1838), «Károl I» (1840), збірка «Новел» (1841), роман «Таємниці вітчизни» (1844).
Помер у місті Надьварад (тепер на території Румунії під назвою Орадя).